# James Barlow (Autor)
James Barlow, eigentlich James Henry Stanley Barlow, (* 1. Dezember 1921 in Birmingham, England; † 30. Januar 1973 in Cork, Irland) war ein englischer Schriftsteller.

## Leben
Barlow war ein Sohn des Bankangestellten Stanley Barlow (1893–1936) und dessen Ehefrau Gladys Jones (1892–1981). Er wuchs an wechselnden Orten der West Midlands auf, da sein Vater in verschiedenen Filialen der Bank auf dem Land arbeitete. Zwischen 1927 und 1937 besuchte Barlow dort auch die Schule.
Als am 3. September 1939 Großbritannien dem Dritten Reich den Krieg erklärte, meldete sich Barlow freiwillig zur Armee, wurde aber abgelehnt. Er fand noch im selben Jahr eine Anstellung bei den Stadtwerken (→Wasserversorgung) seiner Heimatstadt Birmingham. 1940 wurde er Soldat bei der Royal Air Force.
1941 erkrankte Barlow schwer und wurde wieder ausgemustert. Während seiner Rekonvaleszenz begann er  mit ersten literarischen Versuchen. Als Soldat kam er nicht wieder zum Einsatz und nach Kriegsende 1945 nahm er seinen alten Arbeitsplatz in Birmingham wieder ein.
Am 24. Juni 1949 heiratete Barlow Joyce Margaret Evorian und hatte mit ihr drei Söhne. Langsam stellte sich mit seinen Kriminalromanen der Erfolg ein. Da er nicht nur Literaturkritiker, sondern vor allem seine Leser überzeugen konnte, gab er nach einigen Jahren seinen Beruf auf und widmete sich nur noch dem Schreiben.
1960 verließ er zusammen mit seiner Familie Birmingham und ließ sich in einem kleinen Dorf in Worcestershire nieder. James Barlow starb 1973 während eines Aufenthalts in Cork und fand seine letzte Ruhestätte auf dem Friedhof seines Heimatdorfes.
Seinen größten Erfolg erzielte Barlow 1968 mit seinem Roman The burden of proof. Er schuf mit seinem Protagonisten Vic Dakin ein literarisches Denkmal für Ronnie Kray.

## Werke (Auswahl)
- Term of trial. Penguin Publ., Harmondsworth, 1962.
  - Deutsch: Kronzeugin der Hauptanklage. Lichtenberg Verlag, München 1963.
- The patriots. London 1959.
  - Deutsch: Die Patrioten. Desch Verlag, München 1960 (übersetzt von Paul Baudisch)
- One man in the world. Bantam Books, New York 1966.
- The love chase. Simon & Schuster, New York 1968.
- The burden of proof. Pan Books, London 1968.
- Good-bye England. Hamilton Books, London 1969.

## Verfilmungen
- Peter Glenville (Regie): Spiel mit dem Schicksal. 1962 (frei nach dem Roman Term of trial)
- Michael Tuchner (Regie): Die alles zur Sau machen. 1971 (nach dem Roman The burden of proof)